# 张范街道
张范镇，是中华人民共和国山東省枣庄市薛城区下辖的一个乡镇级行政单位。

## 行政区划
张范镇下辖以下地区：
张范东村、张范西村、东夹埠村、西夹埠村、袁庄村、小香城村、大香城村、横山口村、小屯村、辛庄村、化庄村、南于村、北于村、大甘霖村、黑石岭村、汤庄村和通晟公司类似社区。